# Xz
Az xz az XZ Utils tömörítő formátuma. A compress, gzip és bzip2 adatformátumaira támaszkodik. Így ez nem archívumfájl, tehát csak egy fájlt támogat tartalomként.
Az így tárolt fájlok kiterjesztése .xz, a tömörített tar-archívumoké .txz vagy .tar.xz.

## Jellemzők
A formátum egy bővíthető listából támogat tömörítő algoritmusokat, melyek egymással kombinálhatók. A referenciaváltozat a Lempel–Ziv–Markov-algoritmust használja főképp (LZMA/LZMA2). A tartalmat ellenőrző összegek védik, ahol egy bővíthető lista több ellenőrző algoritmusa támogatott. Az adatfolyam több független blokkban tömöríthető és írható a fájlba, például a hozzáférés gyorsításához. Így az egyes blokkokhoz is használhatók különböző tömörítő algoritmusok. A gz- és bz2-fájlokhoz hasonlóan több xz-fájl is összevonható egy új érvényes fájllá, és 4-gyel osztható számú null bájt tehető a fájl végére (egy érvényes xz-fájlban 4-gyel osztható számú bájt van) tetszőleges fájlméretekhez. A formátum folytonos adatgenerálásra képes, így csatornákon keresztül is feldolgozható.

## Támogatás, használat
Az XZ Utils referenciáján kívül több további be- és kicsomagoló képes a formátumot olvasni, például a 7-Zip a 9-es, a WinRAR az 5-ös verziótól és a The Unarchiver. Ezenkívül az XZ Embedded különösen kis megvalósítás, melyet többek közt a Linux-rendszermag használ.
A GNU-projekt a Linuxon és Unixon gyakran használt tar-megvalósítása az 1.22 verziótól támogatja az xz tömörítésű tar-fájlokat .tar.xz kiterjesztéssel, -J, illetve --xz jelölővel.
A GNU Core Utilitiest a 7.1-es verziótól gz mellett xz formátumban is kiadták, a 8.14-től csak xz-formátumban adták ki. Ezenkívül létezik többmagos processzorokra optimalizált xz-változat, a pixz, mely a tar-fájlok esetén indexelni is képes a gyors hozzáféréshez.

## Fordítás
Ez a szócikk részben vagy egészben az  xz című német Wikipédia-szócikk ezen változatának fordításán alapul.  Az eredeti cikk szerkesztőit annak laptörténete sorolja fel. Ez a jelzés csupán a megfogalmazás eredetét és a szerzői jogokat jelzi, nem szolgál a cikkben szereplő információk forrásmegjelöléseként.